# Димитрије П. Тирол
Димитрије П. Тирол (Чаково, 31. мај 1793 — Темишвар, 30. март 1857) био је српски писац, граматичар, географ, историчар, сликар портретиста, уредник календара и алманаха.

## Биографија
Отац му се звао Панта "Тирол" (или пре - Павле), а мајка Магдалина рођена Капамаџија. Презиме Тирол породица је добила према натпису на кући „Код Тирола“ оца Панте, који се презивао Георгијевић.
Димитрије П. Тирол се школовао у Чакову, Бристу, Темишвару и Кечкемету. У Мезеберењу је завршио више разреде гимназије, а у Пожуну је био у Евангелистичком лицеју, где је слушао филозофске науке. Иако је имао вољу да се даље образује на позив оца 1813. године враћа се кући, у Чаково. Преузео је трговачки посао а убрзо 1815. године умире му отац. Потом Димитрије П. Тирол са мајком прелази 1816. године у Темишвар, да по очевој жељи усаврши изучи трговачки занат. Међутим, младића трговца је више привлачила књига. Он је још 1813. године објавио јавности да ће издати књигу "Повјест Краковске принцезе Ванде". Међутим тај издавачки подухват није успео због малог броја претплатника.
У Темишвару се Мита оженио Христином Христифоровом рођ. Никифор, 1817. године. Како му трговачки посао није успевао, он га напусти и при темишварској полицији постао је писар. Наставио је да се самообразује и интензивно проучава српску књижевност.
За младог Темишварца било је драгоцено познанство са Вуком Стефановићем Караџићем, чији је постао велики поштовалац и следбеник. За Вука је Тирол несебично сакупљао народне умотворине из Баната. Вук и његова породица у више наврата су уживали гостопримство Димитрија П. Тирола у Темишвару. Нажалост, Вук није узвраћао истом мером поштовање које му је млади Тирол указивао. Године 1822. Тирол је на пример превео Вукову „Граматику на немачки језик, без тога да је његово име наведено на издању (Лајпциг, Берлин 1824).
Димитрије је 1828. године основао заједно са архимандитом Павлом Кенђелцем и др Ђорђем Чокрљаном, Содружество љубитеља књижества србског у Темишвару. Друштво је забрањено 1831. године.
На препоруку Танасија Звекића и др Јована Стејића, Димитрије као већ познати књижевни радник напушта Темишвар, да би био кућни учитељ у дому Обреновића. Октобра 1830. Димитрије П. Тирол са супругом прелази да живи у Србији. Настанили су се у Београду. Међутим одушевљење је брзо спласнуло, наиме, у Србији кнеза Милоша Обреновића није био лак живот. Ипак, Тирол је овде преводио, радио је на унапређењу културе и привреде. Држао је и часове синовима Јеврема Обреновића; провео као учитељ 12 година.
Тирол је као учитељ Милоша, сина господара Јеврема, 1839. године заједно са њим боравио у Русији. У Одеси је Тирол срео потомке оних Срба који су се половином 18. века из Хабзбуршке монархије иселили у Русију. Овде, између осталог, упознаје Димитрија Максимовића Књажевића, првог председника Одескога друштва историје и древности, чији су преци били Срби. Постао је дописни члан поменутог Одеског историјског друштва. Из Русије се вратио након две године бављења, у јесен 1841. године.
Маја месеца 1841. године у Београду је основано Дружство србске словесности за које се Димитрије П. Тирол одавно залагао. Постао је члан Дружства и обављао дужност благајника. Априла 1842. Тирол је постављен на чело државне штампарије Србије.
Стицајем политичких промена у Србији, Димитрије П. Тирол напушта Београд и крајем 1842. године враћа се у Темишвар, где га затичу породични проблеми. У Темишвару се посвећује писању и превођењу. У томе га ремете дешавања 1848 - 1849. године. Због неприлика напушта Темишвар и једно време борави у Земуну.
Мита 1. маја 1848. учествује као посланик на Мајској скупштини у Сремским Карловцима.
Димитрије Г. Тирол - имењак, синовац Димитија П. Тирола био је академски образован, одличан сликар, који је углавном сликао портрете познатих личности свога доба.
Године 1851. Тирол постаје професор српског језика у темишварској гимназији. Исте године је изабран и за директора месних српских школа. Тирол те године радио је на оснивању Дружства Читалишта у Темишварском предграђу Фабрики. Покреће 1853. године "Темишварски календар" у Темишвару.
Тирол 1855. године побољева, и умире 30. марта 1857. у Темишвару, где је и сахрањен.

## Књиге
- Привествователнаја книжица за премилу и прељубезну сербску јуност (Будим, 1818)
- Немачка граматика за употребленије србске младежи (Будим, 1830)
- Политическо земљописаније за употребленије србске младежи (Београд, 1832)
- Начертаније Устава Ученога Србскога Друштва (Београд, 1835)
- Сила пријатељства или Дон Жуан и Дона Теодора (Београд, 1835)
- Мненије у употребљавању страдателне частице (Београд, 1837)
- Подвиги Димитрија Максимовића Књажевића... (Београд, 1841)
- Казивање старих Требјешана... (Београд, 1842)
- Обштеупотребитељниј правопис србског језика... (Темишвар, 1852)
- Списак членова Дружства Читалишта фабричког у Темишвару (Темишвар, 1854)
- Високоблагородној Госпођи Екатерини Вуковићки... (Темишвар, 1854)
- Огледи србског књижества за гимназијску младеж (Темишвар, 1855)

## Алманаси
- Банатски алманах (Темишвар, 1827, 1828, 1829)
- Уранија (Београд, 1837, 1838); објавио је оглас о новој "Уранији" забавнику за 1855. годину, сада у Темишвару половином 1854. године у "Србском дневнику".[7]

## Календари
- Темишварски календар за 1854, 1855, 1856, 1857, 1858. годину (Темишвар, 1853, 1854, 1855, 1856, 1857)

## Портрети (слике)
- Доситеј Обрадовић
- Сава Текелија
- Јован Рајић

## Галерија
- Насловна страна Славенске граматике (1827)
- Издање Банатског алманаха за 1829. годину
- Насловна страна Kleine Grammatik der serbischen Sprache für Deutsche (Мала граматика српског језика за Немце) (1851)
- Насловна страна издања Темишварског календара за 1858. годину